# ディアンジェリコ
ディアンジェリコ（英語：D’Angelico）は、アメリカ合衆国ニューヨークで1932年にジャズ・ギター職人のジョン・ディアンジェリコ（John D'Angelico）によって創業されたギター・ブランド。現在、アメリカの飲料メーカーアリゾナビバレッジグループの傘下。

## 沿革

### 創業期
1905年、アメリカのニューヨークにてジョン・ディアンジェリコは生まれる。9歳の時から、マンドリンやバイオリン、ギター職人であった叔父のRaphael Cianiの元で働き、叔父が死去後の1932年にジョン・ディアンジェリコはマンハッタンのリトルイタリーにてアーチトップ・ギター工房として独立した。
全て手作業で製作し、チェット・アトキンスなどのジャズやロカビリーのギタリストに使用され、代表作のExcelはグレッチに影響を与えた。1964年に心臓発作で死去。亡くなるまでに1,164本のギターを製作した。
彼の死後、ギター製作の技術は弟子のジミー・ダキスト（Jimmy (James) D’Aquisto、1935年-1995年）に継承され、自らの名前の「ダキスト（D'Aquisto）」ブランドとしてギターを製作するようになった。

### ブランド再興後
ディアンジェリコブランドのギターは実質的に消滅していたが、1988年よりギターメーカーESPの創業者としても知られる日本の椎野秀聰が会長を務めるベスタクス株式会社がブランドを再興し、日本国内の商標や販売権を得て、寺田楽器に発注しレプリカモデルの生産販売を開始。
1999年には、アメリカの飲料メーカーのアリゾナビバレッジが、その日本製レプリカモデルをアメリカ合衆国で輸入販売するため、アメリカ国内での商標を獲得し、D’Angelico Guitars of America LLC（以下、米ディアンジェリコ）を設立した。
その後、米ディアンジェリコ社は、ベスタクスからの高価格モデルの輸入と同時に、自社で韓国や中国の製造会社に発注し低価格モデルの販売も開始した。結果、ベスタクス企画のギターと、米ディアンジェリコ企画のギターが、各地で出回る事となり、販売権や商標権で揉め、裁判に発展した（商標権係争については次項）。
低価格モデル中心だった米ディアンジェリコは、2011年にブランドの再生として、ジョン・ディアンジェリコのオリジナルをX線などで解析してヘッドやブリッジなどの意匠を再現したハイエンドモデルを試験的に米国で少数生産し、
オリジナルのディアンジェリコ・ギター（1957年製）はメトロポリタン美術館の「ギター・ヒーロー / イタリアからニューヨークへ渡った伝説の職人たち」で紹介された。
2014年にベスタクスが経営難に陥り破産。約25年間続いたベスタクス企画による日本製ディアンジェリコギターの生産は停止した。
2020年に米ディアンジェリコもギターアンプブランドのSuproやエフェクターブランドのPigtronixなどを傘下に持つオーディオシステム施工会社のBond Audioに買収される。
それを機に、日本では2021年から神田商会が輸入総代理店として発売を開始した。

## 使用アーティスト
- カート・ローゼンウィンケル - 寺田楽器製のNYSS-3[7]

## 商標権についての係争

### 背景
1992年にベスタクス株式会社が日本においてディアンジェリコの商標を出願し、1995年に商標登録されている。
一方、米ディアンジェリコは、1999年にベスタクス製のディアンジェリコ・ギターを米国で販売するためD’Angelico Guitars of America LLCとして設立された。2000年から同社はベスタクス製を  約900本北米にて販売した。2003年にベスタクス製のディアンジェリコ・ギターとほぼ同一の商標をヨーロッパにてCTM出願し2005年に登録認可された。同社は2005年頃から韓国製のディアンジェリコ・ギターを販売開始。
米ディアンジェリコは、2009年5月にベスタクス製のギターのイギリスにおける販売先アイヴォー・マイランツ・ミュージックセンターに対し、また同年6月にフランスにおける販売先のコム・ディストリビューション・ディアンジェリコ・フランスに対し商標のしよう停止を要求する警告書を送付。さらにその写しを寺田楽器及びその輸出商社イイダコーポレーションに送付した。

### 提訴
2009年にベスタクス株式会社が米ディアンジェリコを提訴した。
ベスタクスの主張は、ジョン・ディアンジェリコの死後、ディアンジェリコ・ギターのブランドを管理していたのはディマール・ギターズ（D’Merele Guitars）であり、1989年にディマール・ギターズからベスタクスが全世界でのディアンジェリコ・ギターのブランド、デザインのすべての権利（製造販売する権利）を取得したにもかかわらず、米ディアンジェリコが2005年頃から韓国製の粗悪品を製造販売することで信用を毀損し、またベスタクスが権利を所有することを知りながら、米ディアンジェリコは悪意を持ち欧州での商標登録を行い不法に権利と利益を奪取しようとしたというもの。
そのため、原告ベスタクスは被告米ディアンジェリコに対し、不法行為による損害賠償請求として2億円などの支払いを請求。

### 2013年判決
2013年10月に東京地方裁判所は原告の要求を棄却との判決を出した。その理由は原告ベスタクスがディマール・ギターズから全権利を取得した証拠がなく、ベスタクスは1993年にディマール・ギターズの代表者に対しロイヤリティーを支払い商標権意匠権を獲得しており、また 1999年にもGHS社が米国での商標権の所有を認めロイヤリティーを支払いライセンスの供与を受けていることから、ベスタクスが全世界での権利を取得したことは認められないとした。
なおこのディマール・ギターズ代表者（ジョン・ディアンジェリコ本人）の経営するG.J.D社は1982年に、 GHS社からの借入によりディマール・ギターズを買い入れディアンジェリコ-ディマール社とし、その借入の担保としてGHS社にディアンジェリコの商標その他の全資産を提供。1984年に弁済不能として全資産をGHS社に譲渡。GHS社は2003年にディアンジェリコ商標を米ディアンジェリコにライセンス付与し、2009年には商標権を譲渡したことが認められた。
ベスタクスは判決を不服とし控訴した。 

### 2015年判決
上記判決に対する控訴後の2014年にベスタクスが破産手続きを開始した。そのため破産管財人が控訴手続きを受継した。
2013年の控訴に対し東京地方裁判所は再審を行い、2015年3月に控訴棄却の判決を言い渡した。
2013年判決を裏付ける論拠として、下記を挙げている。
- 米ディアンジェリコはGHS社との契約に基づいて商品に付しており、また GHS社とベスタクスのライセンス契約終了後に行われており、信義則に違反せず、民法上の不法行為に当たらない。またニュージャージー州法のコモン・ロー上の「詐称通用(Passing off)」にも当たらない。
- ベスタクスは米国でディアンジェリコ・ギターのレプリカモデルを販売していたのであり、オリジナルのディアンジェリコ・ギターの意匠や商標が米ディアンジェリコの製作したギターに使用されていること自体は、ベスタクス製ギターの模倣とは言えず、ニュージャージー州法のコモン・ロー上の「無許諾の模倣行為(Unprivileged imitation)」に当たらず、民法上の不法行為にも当たらない。
- 椎野秀聰及びベスタクスは、1989年にディマール・ギターズ代表者が商標他の権利を保有しているものと信じて交渉をし、多額の設備投資の上、製造販売を開始しているが、両者間で正式な契約書は存在せず契約が成立した証拠は存在しない。むしろ1999年にベスタクスはGHS社とライセンス契約を締結していることはディマール・ギターズから全世界での権利を譲渡を受けたと主張していると矛盾する。
- ジョン・ディアンジェリコの死後、1993年にジョン・ディアンジェリコの妻との間で商標他の権利の譲渡の合意をしていることが認められるが、 1982年にディマール・ギターズの資産はディアンジェリコ-ディマールに譲渡され、1984年にディマール・ギターズは解散。ディアンジェリコ-ディマールの資産はGHS社に譲渡されているが、ベスタクスがこれを権利を取得したと認めることは出来ない。

上記の論拠により原判決が正当であるとして控訴は棄却された。

### 判決後
2019年1月現在、米ディアンジェリコはラインナップを増やしながら、事業を継続している。